# Quart de Poblet
Quart de Poblet (Spanisch: Cuart de Poblet) ist eine Gemeinde in der spanischen Provinz Valencia. Sie ist Teil der Comarca Horta Oest in der Agglomeration Valencia. 

## Geografie
Die Gemeinde Quart de Poblet grenzt mit den Ortschaften Aldaia, Xirivella, Chiva, Manises, Mislata, Paterna, Riba-roja de Túria und Valencia. Alle liegen in der Provinz Valencia.

## Geschichte
Quart de Poblet wurde wahrscheinlich von den Römern gegründet. Der Name leitet sich von dem lateinischen Wort quartum miliarium ab, das sich auf die Entfernung bezieht, die sie von Valencia trennt. Als Überbleibsel aus dieser Zeit überleben Reste einer römischen Brücke und eines Aquädukts.

## Demografie
| 1.674 | 1.921 | 1.814 | 2.263 | 2.644 | 3.152 | 3.993 | 5.408 | 10.571 | 20.529 | 27.409 | 27.404 | 27.112 | 25.739 | 24.760 |

## Persönlichkeiten
- Laura Gallego García (* 1977), Jugendbuchautorin